# Новозлатопольский сельский совет (Гуляйпольский район)
Новозлатопольский сельский совет (укр. Новозлатопільська сільська рада) — входит в состав
Гуляйпольского района
Запорожской области
Украины.
Административный центр сельского совета находится в 
с. Новозлатополь.

## Населённые пункты совета
- с. Новозлатополь
- с. Вишнёвое
- с. Новоукраинское
- с. Степовое

## Ликвидированные населённые пункты совета
- с. Радянское